# Onancock (Virginia)
Onancock es un pueblo situado en el condado de Accomack, Virginia  (Estados Unidos). Según el censo de 2010 tenía una población de 1.263 habitantes.

## Demografía
Según el censo del 2000, Onancock tenía 1.525 habitantes, 656 viviendas, y 392 familias. La densidad de población era de 560,8 habitantes por km².
De las 656 viviendas en un 23,6%  vivían niños de menos de 18 años, en un 41,3%  vivían parejas casadas, en un 16,3% mujeres solteras, y en un 40,1% no eran unidades familiares. En el 38% de las viviendas  vivían personas solas el 24,7% de las cuales correspondía a personas de 65 años o más que vivían solas. El número medio de personas viviendo en cada vivienda era de 2,19 y el número medio de personas que vivían en cada familia era de 2,82.
Por edades la población se repartía de la siguiente manera: un 21,2% tenía menos de 18 años, un 6,8% entre 18 y 24, un 21,6% entre 25 y 44, un 24,1% de 45 a 60 y un 26,3% 65 años o más.
La edad media era de 45 años.  Por cada 100 mujeres de 18 o más años  había 73,1 hombres.
La renta media por vivienda era de 28.214$ y la renta media por familia de 37.039$. Los hombres tenían una renta media de 25.956$ mientras que las mujeres 19.250$. La renta per cápita de la población era de 18.393$. En torno al 8,4% de las familias y el 15,3% de la población estaban por debajo del umbral de pobreza.

## Localidades adyacentes
El siguiente diagrama muestra a las localidades más próximas a Onancock.